# Голден-Бей (залив)

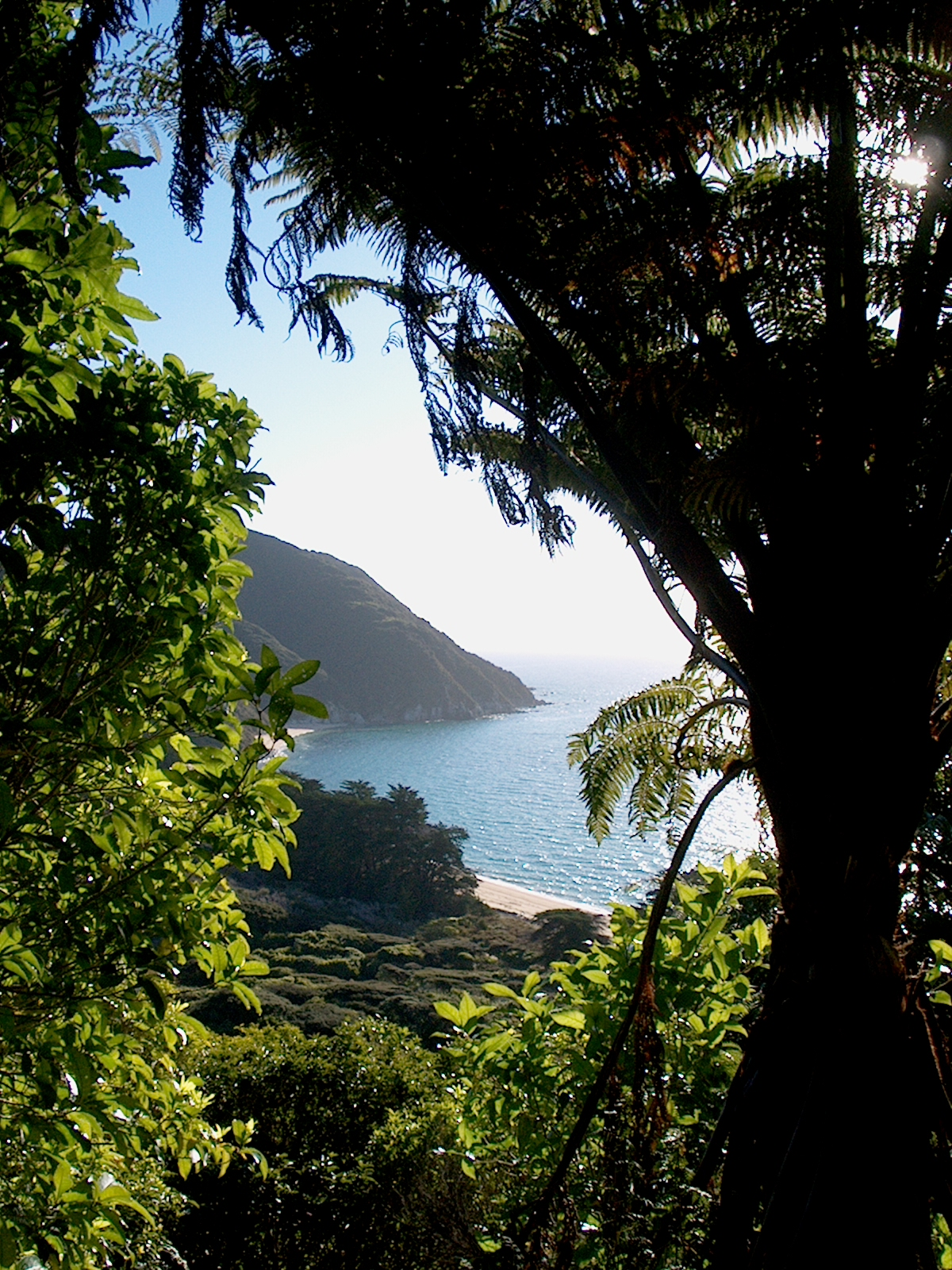
Пляж на берегу залива на территории Национального парка Абель-Тасман.

Голден-Бей (англ. Golden Bay) — бухта в северной части новозеландского острова Южный. На берегу бухты расположен округ Голден-Бей.
Бухта Голден-Бей находится недалеко от места слияния вод Тасманова моря и пролива Кука, который соединяет его с Тихим океаном. Длина Голден-Бей с севера на юг составляет около 45 км. Северной границей бухты является песчаная коса Фэруэлл-Спит, а южной — мыс Сепарейшен, входящий в состав Национального парка Абель-Тасман. За этим мысом расположен более крупный залив Тасман.
Северная часть бухты редко заселена. В южной части население преимущественно сосредоточено на небольших равнинах в устье реки Такака. Примерно посередине расположен небольшой город Коллингвуд. Среди других рек, помимо Такака, впадающих в бухту Голден-Бей, выделяется река Аорере.
В декабре 1642 года в бухте произошло первое столкновение между коренными жителями Новой Зеландии, маори, и европейцами, когда в Голдене причалило судно под командованием голландского путешественника Абеля Тасмана. Из-за враждебного отношения со стороны местных жителей, противившихся высадке на берегу голландцев и убивших четырёх моряков, мореплаватель назвал бухту «бухтой Убийц» (англ. Murderers' Bay). В 1770 году в бухте побывал английский мореплаватель Джеймс Кук, который включил её в состав бухты Блайнд-Бей, однако во время своего второго путешествия в 1773 году он идентифицировал её с открытой Тасманом «бухтой Убийц». В 1827 году по бухте проплыл французский путешественник Дюмон-Дюрвиль, который переименовал её в «бухту Резни» (англ. Massacre Bay). Однако после того, как в 1842 году у города Такака были открыты месторождения угля, бухта была в очередной раз переименована, но уже в «Угольную бухту» (англ. Coal Bay). Своё современное название она получила только после открытия в 1857 году месторождений золота у города Коллингвуд.